# Imitation of Life (canción de R.E.M.)
«Imitation of Life» es una canción de la banda estadounidense de rock alternativo R.E.M. Fue escrito por los miembros de la banda Peter Buck, Mike Mills y Michael Stipe y producido por la banda con Pat McCarthy para su 12º álbum de estudio, Reveal (2001). El título de la pista proviene de la película del mismo nombre de Douglas Sirk de 1959 y se utiliza como metáfora de la adolescencia y la edad adulta. Una de las pistas más influenciadas por el pop de R.E.M., «Imitation of Life», ha sido descrita líricamente como «ver[lo] a través de la actuación hinchada de un animador esperanzado», así como el disfrute del amor. Debido a que el baterista Bill Berry había dejado la banda antes de grabar la canción, se usa una caja de ritmos en la pista en lugar de un baterista de sesión.
R.E.M. eligió lanzar «Imitation of Life» como el primer sencillo de Reveal debido a su potencial comercial. La canción se envió a la radio europea en marzo de 2001 y se emitió comercialmente en todo el mundo durante abril y mayo de 2001. Tras su lanzamiento, la canción recibió críticas positivas de los críticos musicales, quienes fueron más elogiosos con la instrumentación que con el contenido lírico. Comercialmente, el sencillo alcanzó el puesto 83 en el Billboard Hot 100 de EE. UU. y encabezó la lista Billboard Adult Alternative Songs durante tres semanas. A nivel internacional, «Imitation of Life» alcanzó el número seis en la UK Singles Chart, lo que le dio a R.E.M. su noveno sencillo entre los 10 primeros en Gran Bretaña. También tuvo éxito en Italia, Noruega y España, alcanzando los cinco primeros en estos países, y se ubicó entre los 40 primeros en toda Europa y Australia.
En la 44.ª entrega anual de los premios Grammy en 2002, la canción fue nominada a Mejor interpretación pop por un dúo o grupo con voz, perdiendo ante «Stuck in a Moment You Can't Get Out Of» de U2. Se hizo un video musical dirigido por Garth Jennings para promocionar la canción. Filmado en Calabasas, California, en febrero de 2001, el video utiliza una serie de cámaras y técnicas de panorámica y escaneo para crear un clip de 20 segundos de una escena de fiesta en la piscina en la que ocurren varios incidentes tanto hacia adelante como hacia atrás. Los críticos elogiaron el video por su concepto, y fue nominado a dos premios en los MTV Video Music Awards de 2001, perdiendo en ambas categorías ante «Weapon of Choice» de Fatboy Slim.

## Vídeo musical
El vídeo del sencillo muestra una fiesta en un jardín con piscina. Fue grabado en Los Ángeles por Garth Jennings. Michael Stipe cuenta en una entrevista de la MTV cómo se hizo el video: "El video entero se grabó en veinte segundos. Lo que estás viendo es un ciclo que va hacia delante durante veinte segundos, hacia atrás otros veinte segundos, adelante otros veinte, hacia atrás otros veinte, con una cámara estática y, a continuación, utilizando una técnica llamada "pan and scan", que es un proceso técnico que se utiliza cuando un formato panorámico se adapta a tu televisor o DVD, pasando sobre ciertas partes de toda la imagen. Verás que lo hacemos recogiendo varias personas en el marco".

## Lista de canciones del sencillo
Todas las canciones han sido escritas por Peter Buck, Mike Mills y Michael Stipe.

### International CD single
- (UK: W559CD, Australia: 9362449942, Japan: WPCR-11011, Brazil: CDWP 056)

1. "Imitation of Life" - 3:57
2. "The Lifting" (Original Version) - 5:22
3. "Beat A Drum" (Dalkey Demo) - 4:29

### International DVD single
- (UK: W559DVD)

1. "Imitation of Life" (video)
2. "2JN" (audio) - 3:28
3. "The Lifting" (Original Version) (audio) - 5:22

### US CD single
- (USA: 9 42363-2)

1. "Imitation of Life" - 3:57
2. "The Lifting" (Original Version) - 5:22
3. "Beat A Drum" (Dalkey Demo) - 4:29
4. "2JN" - 3:28
5. "Imitation of Life" (enhanced video)

### US 12" vinyl
- (USA: 9 42363-0, pressed on orange-colored vinyl)

1. "Imitation of Life" - 3:57
2. "The Lifting" (Original Version) - 5:22
3. "Beat A Drum" (Dalkey Demo) - 4:29
4. "2JN" - 3:28
5. "Metallica"

## Posicionamiento
| Listas (2001)                       | Posición |
| ----------------------------------- | -------- |
| Australian ARIA Singles Chart       | 32       |
| Canadian Singles Chart              | 5        |
| Irish Singles Chart                 | 12       |
| Japan Singles Chart[cita requerida] | 1        |
| Spanish Singles Chart               | 1        |
| UK Singles Chart                    | 6        |
| U.S. Billboard Hot 100              | 83       |
| U.S. Billboard Modern Rock Tracks   | 22       |
| U.S. Billboard Adult Top 40         | 15       |